# Carolina Erba
Carolina Erba (ur. 8 marca 1985 w Busto Arsizio) – włoska florecistka, złota medalistka mistrzostw świata i Europy.
Walczy lewą ręką. Podczas mistrzostw świata w Budapeszcie w 2013 roku Włoszki w składzie: Elisa Di Francisca, Carolina Erba, Arianna Errigo i Valentina Vezzali zdobyły złoty medal w turnieju drużynowym. W turnieju indywidualnym zajęła tam siódme miejsce.
Zdobyła drużynowo złoty medal na mistrzostwach Europy w Zagrzebiu (2013).
Ponadto na igrzyskach europejskich w Baku w 2015 roku wywalczyła drużynowo srebrny medal.
Jej partnerem życiowym jest włoski florecista Valerio Aspromonte. Carolina Erba ukończyła studia wyższe z zakresu Public Relations.